# José Herrada
José Herrada López (Cuenca, 1º ottobre 1985) è un ex ciclista su strada spagnolo, è stato professionista dal 2006 al 2023.
È fratello di Jesús Herrada, anch'egli ciclista professionista.

## Carriera
Ciclista completo, Herrada debutta come professionista nel 2006 con il team Continental Viña Magna-Cropu. Nel 2008 passa alla Contentpolis-AMPO, nel 2010 alla Caja Rural. Proprio nel 2010 coglie un successo di tappa al Giro del Portogallo e la vittoria alla Cinturó de l'Empordà.
Nel 2012 si trasferisce tra le file del team Movistar. Nello stesso anno prende parte per la prima volta al Giro d'Italia, giungendo 44º nella classifica generale finale. Un anno più tardi torna al Giro: in quella corsa riesce a piazzarsi in 24ª posizione nella generale e secondo, con la sua Movistar, nella cronometro a squadre di Ischia.

## Palmarès
- 2007 (Viña Magna - Cropu, una vittoria)

6ª tappa Tour de l'Avenir (Contres > Saint-Amand-Montrond)
- 2010 (Caja Rural, tre vittorie)

5ª tappa Volta a Portugal (Fafe > Lamego)
2ª tappa Cinturó de l'Empordà (Sant Esteve d'en Bas > La Jonquera)
Classifica generale Cinturó de l'Empordà
- 2015 (Movistar, una vittoria)

Klasika Primavera

### Altri successi
- 2007 (Viña Magna - Cropu)

Classifica scalatori Tour des Pyrénées
Classifica a punti Tour des Pyrénées
Classifica giovani Tour des Pyrénées
- 2014 (Movistar Team)

1ª tappa Vuelta a España (Jerez de la Frontera, cronosquadre)

## Piazzamenti

### Grandi Giri
- Giro d'Italia

2012: 44º
2013: 24º
2014: 23º
2016: 62º
2017: 61º
- Tour de France

2015: 65º
- Vuelta a España

2013: 12º
2014: 32º
2016: 91º
2018: 57º
2019: 75º
2020: 26º
2021: 57º
2022: non partito (10ª tappa)
2023: 132º

### Classiche monumento
- Milano-Sanremo

2012: 55º
- Liegi-Bastogne-Liegi

2015: 70º
2018: 46º
2020: 86º
2023: 113º
- Giro di Lombardia

2019: 93º
2020: 73º

### Competizioni mondiali
- Campionati del mondo

Stuttgart 2007 - In linea Under-23: 24°
Toscana 2013 - In linea Elite: ritirato

### Competizioni europee
- Campionati europei

Glasgow 2018 - In linea Elite: ritirato